# Henri Bergé (écrivain)
 (décembre 2016).
Si vous disposez d'ouvrages ou d'articles de référence ou si vous connaissez des sites web de qualité traitant du thème abordé ici, merci de compléter l'article en donnant les références utiles à sa vérifiabilité et en les liant à la section « Notes et références ».
Pour les articles homonymes, voir Bergé, Henri Bergé, Masson et Henri Masson.
Henri Joseph Napoléon Bergé, né Henri Masson à Bruxelles le 31 décembre 1835 et mort à Schaerbeek le 29 mars 1911, est un homme politique, savant et écrivain belge d'expression francophone.

## Biographie

### Famille
Henri Bergé qui s'est d'abord appelé Henri Masson du nom de sa mère, fut légitimé et reconnu par son père le 8 novembre 1859 lors de son mariage à l'article de la mort avec sa mère.
Son ancêtre Nicolas-Joseph Bergé, ingénieur et architecte, fut anobli par l'empereur Joseph II. Il est le grand-père de l'historien et généalogiste Marcel Bergé.

### Vie professionnelle
Il fut membre de la Chambre des Représentants, échevin de Schaerbeek, professeur de chimie et de bactériologie à l'ULB, recteur et personnalité importante du libéralisme bruxellois de la fin du XIXe siècle.

### Adhésions philosophiques
Henri Bergé cofonda Le Libre Examen, La Libre Pensée et la Ligue de l'Enseignement.
L'écrivain et homme politique fut également grand maître du Grand Orient de Belgique, obédience nationale créée en 1833.

## Hommage
La commune de Schaerbeek a dénommé une de ses artères Rue Henri Bergé.